# Avenue Georges Henri
L'avenue Georges Henri (en néerlandais : Georges Henrilaan) est une artère principale de Woluwe-Saint-Lambert à Bruxelles.

## Étymologie
L'origine du nom « Georges-Henri » reste incertaine. Certaines hypothèses populaires suggèrent qu'il proviendrait de la combinaison des noms de deux cafés situés aux extrémités de l'avenue, tandis que d'autres évoquent les prénoms de fils d'un propriétaire foncier local. Aucune source définitive n'a permis de confirmer l'une ou l'autre théorie.

## Histoire

### Origines et contexte forestier
Avant l'urbanisation, la partie occidentale de Woluwe-Saint-Lambert était couverte par le bois de Linthout, s'étendant de l'actuelle rue de Linthout jusqu'au square de Meudon. Ce massif forestier, vestige des forêts qui dominaient l'est de la région bruxelloise, fut largement exploité à partir de 1835. La Société Générale, propriétaire du terrain, divisa la zone en parcelles vendues à des habitants de Bruxelles. Aujourd'hui, seule la rue du Bois de Linthout rappelle cet ancien bois.

### Début de l'urbanisation
Vers les années 1870, la croissance de Bruxelles favorisa l'apparition de propriétés isolées sur le territoire de Woluwe-Saint-Lambert. L'une d'elles, occupée par Auguste Beckers, avocat et président du Cercle catholique de Bruxelles, fut cédée à la Congrégation des Frères de la Charité, permettant l'installation d'un Institut pour Sourds-Muets et Aveugles. Pour accéder aux futurs bâtiments, une voie fut créée en 1876, correspondant à l'actuelle avenue Georges-Henri, initialement limitée entre la rue de Linthout et la place Degrooff. 

### Extension et urbanisation du quartier
Entre 1893 et 1895, le quartier de Linthout connut un développement plus soutenu. La Tuinbouw-maatschappij van Linthout (« Société horticole de Linthout » en français) élabora un plan de lotissement en damier, adoptant l'avenue Georges-Henri et le futur boulevard Brand Whitlock comme axes principaux.

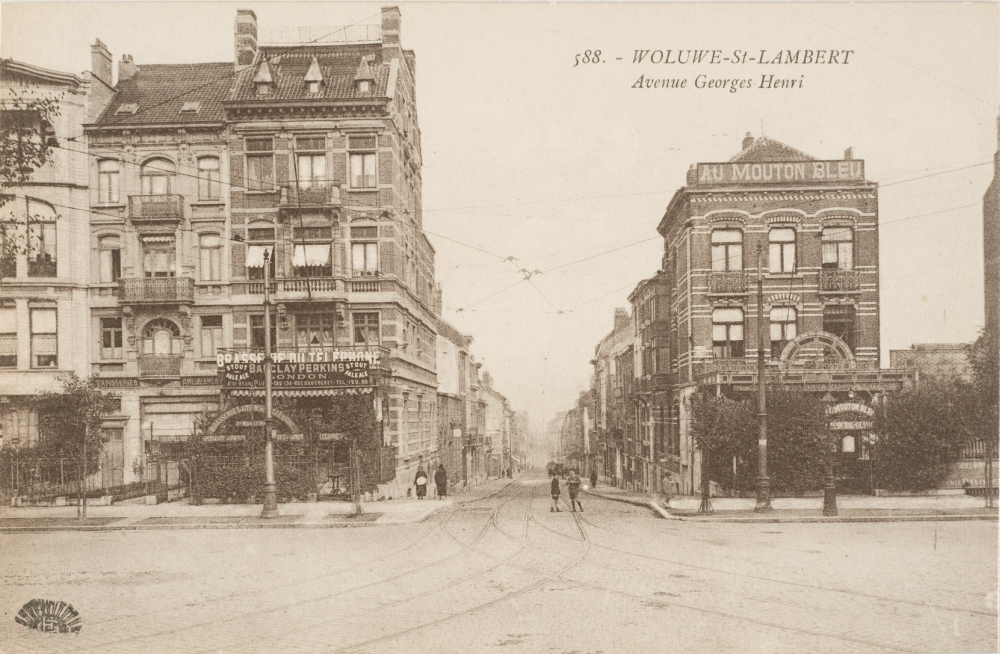
L'avenue Georges Henri vers 1935.

Dans le même temps, la commune d'Etterbeek acquit des terrains pour un orphelinat et un nouveau cimetière, contribuant à prolonger l'avenue. L'intégration de ces projets permit à l'avenue de devenir un axe de pénétration majeur vers le « Haut de Woluwe ».

### Développement commercial
Dès le début du XXe siècle, l'avenue Georges-Henri acquit un caractère commercial, avec restaurants et brasseries à ses intersections principales, notamment avec le boulevard Brand Whitlock. Cette activité témoigne de l'essor bourgeois et résidentiel de Woluwe-Saint-Lambert avant la Première Guerre mondiale.

## Lieux emblématiques

### Institut royal des aveugles et sourds-muets
L'Institut royal pour aveugles et sourds-muets occupe depuis 1878 un ensemble éducatif néogothique qui a contribué au développement du quartier. L'institution continue d'accueillir des élèves aveugles et sourds-muets tout en restant étroitement liée à son implantation historique sur cette avenue.

### La Maison Haute
Située à mi-hauteur de l'avenue, au croisement avec la rue du Pont-Levis, la Maison Haute est une brasserie fondée en 1913 par la famille Sledsens. Restée dans la famille jusqu'en 2023, elle a ensuite été reprise par des proches. L'établissement conserve également le vélo d'Eddy Merckx utilisé lors de sa victoire au Tour de France 1974.

### Métairie Van Meyel
Située sur l'avenue Georges-Henri, la métairie Van Meyel est une ancienne ferme qui, au début du XXe siècle, était entourée de vergers, aujourd'hui disparus. Menacée de démolition dans les années 1980 pour laisser place à un parking, elle a finalement été restaurée dans les années 1990 pour accueillir une cantine pour les écoles communales avoisinantes par la suite, tout en conservant son architecture d’origine et son rôle patrimonial dans le quartier.